# St.Galler Stadtwerke
Die St.Galler Stadtwerke (sgsw) sind ein unselbständiges öffentlich-rechtliches Unternehmen, das als Dienststelle der Direktion Technische Betriebe der Stadt St. Gallen geführt wird. Die sgsw beschäftigen über 280 Mitarbeitende, die einen Umsatz von rund CHF 210 Mio. erwirtschaften.

## Tätigkeitsgebiete
Die sgsw versorgen die Stadt St. Gallen mit Strom, Wasser, Erdgas&Biogas sowie Wärme und bieten Anschluss an das St. Galler Glasfasernetz. Bei der Erd- und Biogasversorgung sind sie regional, von St. Gallen bis zum Bodensee, tätig. Umfassende und individuelle Dienstleistungen wie Beratungen zu Themen wie Energieeffizienz oder Mobilität ergänzen das Marktangebot.

### Elektrizität
Die sgsw beschaffen die elektrische Energie hauptsächlich über die SN Energie AG (vormals Kraftwerke Sernf-Niederenbach). Von privaten Kleinkraftwerken an der Sitter, Blockheizkraftwerken und Fotovoltaikanlagen übernehmen die sgsw ebenfalls Strom und betreiben diverse Photovoltaikanlagen in St. Gallen.
Die Belieferung der Kundschaft erfolgt über ein Verteilnetz von mehr als 864 km Länge. Weitere Aufgaben neben der Betriebsführung der Elektrizitätsversorgung St. Gallen: Betriebsführung für die Elektrizitätsversorgung Wittenbach, Aus- und Umbau sowie Erneuerung der elektrischen Leitungsnetze im Hoch-, Mittel- und Niederspannungsbereich sowie der zugehörigen Anlagen (Unterwerke, Transformations- und Schaltstationen), öffentliche Beleuchtung, Abnahme- und periodische Kontrollen von Hausinstallationen, Zählerrevidierung und amtliche Eichungen.

### Wasser
Das St. Galler Wasser stammt aus dem Bodensee. Im Seewasserwerk Frasnacht, das sich im Besitz der Regionale Wasserversorgung St. Gallen AG (RWSG) befindet, wird Rohwasser zu Trinkwasser aufbereitet. Die Aktiengesellschaft, an der zwölf Ostschweizer Gemeinden beteiligt sind, beliefert damit die sgsw, die es in ihrem Versorgungsgebiet über ein Leitungsnetz von über 458 km Länge verteilen. Weitere Aufgaben neben der Betriebsführung der Wasserversorgung St. Gallen: Betriebsführung Seewasserwerk Frasnacht und Transportleitungen, Bau, Erneuerung und Sanierung des Rohrnetzes, Rohrnetzkontrolle, Kontrolle Wasserqualität, Installation von Anlagen und Hausinstallationen, Installationskontrolle, Geschäftsführung RWSG.

### Erd- und Biogas
Das Erd- und Biogas beziehen die sgsw von der Erdgas Ostschweiz AG. Die sgsw beliefern neben St. Gallen auch Abtwil sowie die am Bodensee gelegenen Orte Arbon, Steinach, Horn und Rorschach. Das Erd- und Biogasverteilnetz der sgsw ist über 341 km lang und wird laufend verdichtet. Weitere Aufgaben neben der Betriebsführung der Erd- und Biogasversorgung: Bau, Erneuerung und Sanierung des gesamten Rohrnetzes, Rohrnetzkontrolle, Installation von Anlagen und Hausinstallationen, Installationskontrolle, Erd- und Biogasgeräte-Service.

### Wärme
Das Kehricht-Heizkraftwerk St. Gallen produziert den überwiegenden Teil der Wärme, welche die Fernwärmeversorgung zum Beheizen eines Teils der Stadt benötigt. Mit dem Verbrennen von Abfall werden  über ein 56 km langes Leitungsnetz rund 16'000 Wohn- und Gewerbeeinheiten im westlichen Teil der Stadt beheizt. Weitere Aufgaben neben der Betriebsführung der Fernwärmeversorgung: Wärmeproduktion und -verkauf, Neuanschluss von Kundenanlagen, Bau und Unterhalt von Leitungsnetz und Wärmeproduktion.
Über 85 Prozent der Stadtsanktgaller Stimmbevölkerung hat im Jahr 2017 dem Rahmenkredit zum Ausbau des Fernwärmenetzes zugestimmt. Am 19. August 2019 erfolgte der Spatenstich für den Bau der neuen Fernwärmezentrale Lukasmühle im Osten der Stadt, die voraussichtlich im Jahr 2022 fertiggestellt werden soll.
Mit einer Zustimmung von über 80 Prozent haben die St. Gallerinnen und St. Galler in einer Volksabstimmung das zukunftsweisende Projekt Geothermie auf den Weg gebracht. Anschliessend wurden bis Ende 2014 zwei Tiefbohrungen durchgeführt, um eine mögliche neue Wärmelieferung anzuschliessen. Seit Mai 2014 ist es jedoch Gewissheit: Das Geothermie-Projekt der Stadt St.Gallen kann nicht umgesetzt werden. Grund dafür ist die Kombination aus unzureichender Wasserfündigkeit, erhöhtem Erdbebenrisiko sowie einer überraschenden Gasführung in den erschlossenen Gesteinsschichten.

### Glasfasernetz
Um der ständig steigenden Nachfrage nach höheren Bandbreiten zu begegnen, hat das St. Galler Stimmvolk den sgsw mit einer Zustimmungsrate von über 82 Prozent den Auftrag erteilt, ein flächendeckendes Glasfasernetz zu erstellen und zu betreiben. Als offenes Netz ermöglicht es die freie Wahl des Dienstanbieters und fördert so den Wettbewerb. Im Februar 2019 konnte der reguläre Ausbau des offenen Glasfasernetzes termingerecht abgeschlossen werden. Bis zum Jahresende wurden noch einzelne Liegenschaften angeschlossen, die während der regulären Ausbauphase nicht berücksichtigt werden konnten. Damit verfügen 48'000 Haushalte und Unternehmen über einen Anschluss und können aus einer Vielzahl von Diensten für Internet, TV und Telefonie auf dem Glasfasernetz auswählen. Das Grossprojekt wurde zusammen mit der Swisscom realisiert.

### Mobilität
Im Sinne des Energiekonzepts 2050 der Stadt St.Gallen sollen künftig vorwiegend Elektro-, Erdgas/Biogas- und Hybridfahrzeuge unterwegs sein. Die St.Galler Stadtwerke unterstützen beim Umstieg auf umweltschonende Mobilität, indem sie zu energieeffizienten und emissionsarmen Fahrzeugen beraten und Ansprechpartner für Elektro-Ladestationen in der Stadt und Region St.Gallen sind.